# Kim Jong-hae
Dans ce nom coréen, le nom de famille, Kim, précède le nom personnel.
Pour les articles homonymes, voir Kim.
Kim Jong-hae (en hangeul : 김종해), né le 23 juillet 1941 à Busan, est un éditeur et poète sud-coréen. 

## Biographie
Kim Jong-hae est né le 23 juillet 1941 à Pusan, en Corée du Sud. Il est un des membres fondateurs du journal Shinnyeondae, et participe à la revue Poésie Moderne (Hyeondeasi). Il a également contribué à la publication de journaux comme L'amour de la Nation (Nara sarang) ou Image (Simsang). Il fut également secrétaire général de l'Association des poètes coréens et directeur de l'Association culturelle des publications coréennes. Il est actuellement le directeur de la maison d'éditions Munhaksegye.

## Œuvre
L'œuvre poétique de Kim Jong-hae peut être divisée en trois parties. La première partie commence avec ses débuts littéraires et la publication de son recueil de poèmes L'instrument de l'être humain (Inganeui akgi), et se termine au début des années 1970 lorsqu'il publie son second recueil La clé des dieux (Sin-eui yeolsoe). Durant cette période, il dépeint le vide et le désespoir du monde contemporain, il exprime sa volonté de dépasser cette réalité à travers ses poèmes. 
La deuxième période débute avec la publication de son long poème L'esprit de Séoul (Seo-ureui jeongsin), et se termine à la fin des années 1970 avec la publication de son troisième recueil Pourquoi vous ne venez pas ? (We ani osinayo?). Les poèmes de cette période, explorant les éléments les plus tragiques du quotidien, traitent des thèmes de l'amour et de la foi. Plusieurs de ses poèmes de l'époque prennent pour thème central la mère, qui est caractérisée comme la personne pouvant réparer le monde de sa cruauté quotidienne et qui nous invite à la méditation sur le sens de l'amour et de la foi. Le long poème Esclave, lève-toi ! (Cheonno, ireoseoda), représentatif de cette période, est un poème semi-biographique à'appuyant sur propos de l'esclave Manjeok qui a vécu durant la dynastie Goryeo.
La troisième période commence dans les années 1980, période durant laquelle il continue d'explorer les différents problèmes de la vie et du quotidien. Le poème représentatif de cette période est Journal de navigation (Hanghae ilji) : ce poème retrace les expériences de l'auteur en tant que marin, tout en dénonçant l'aliénation de ses semblables dans la société contemporaine.
Il fait partie des poètes dits « lyriques » en Corée du Sud.

## Distinctions
- 1983 : Prix de littérature contemporaine (Hyundae Munhak)
- 1985 : Prix littéraire de l'Auteur coréen de l'année
- 1995 : Prix de l'Association des poètes coréens[4]
- 2002 : Prix Gongcho